# 里波斯托
里波斯托（義大利語：Riposto），是意大利西西里大区卡塔尼亞廣域市的一个市镇。总面积12平方公里，人口15079人，人口密度1256.6人/平方公里（2009年）。ISTAT代码为087039。